# Плерен
Плере́н (фр. Plérin, брет. Plerin, галло Plérein) — коммуна во Франции, находится в регионе Бретань. Департамент — Кот-д’Армор. Главный город кантона Плерен. Округ коммуны — Сен-Бриё.
Население (2019) — 14 309 человек.

## География
Пригород Сен-Бриё, расположен к северу от префектуры департамента и отделен от нее рекой Гуэ. Находится приблизительно в 380 км к западу от Парижа, в 95 км северо-западнее Ренна, в 3 км к северу от Сен-Бриё, на берегу бухты Сен-Бриё. Через территорию коммуны проходит национальная автомагистраль N12.

## Достопримечательности
- Виадук Сузен (1904 год). Исторический памятник с 1993 года[2]
- Старый монументальный крест на улице Креста Меровингов. Исторический памятник с 1925 года[3]
- Приходская церковь Святых Петра и Павла XVII века
- Коммерческий порт Леге в месте впадения реки Гуэ в Ла-Манш

## Экономика
Структура занятости населения:
- сельское хозяйство — 0,8 %
- промышленность — 7,4 %
- строительство — 7,8 %
- торговля, транспорт и сфера услуг — 52,2 %
- государственные и муниципальные службы — 31,7 %

Уровень безработицы (2018) — 10,7 % (Франция в целом —  13,4 %, департамент Кот-д’Армор — 11,5 %). 

Среднегодовой доход на 1 человека, евро (2018) — 23 650 (Франция в целом — 21 730, департамент Кот-д’Армор — 21 230).
В 2007 году среди 8498 человек в трудоспособном возрасте (15—64 лет) 6169 были экономически активными, 2329 — неактивными (показатель активности — 72,6 %, в 1999 году было 68,9 %). Из 6169 активных работали 5735 человек (3023 мужчины и 2712 женщин), безработных было 434 (159 мужчин и 275 женщин). Среди 2329 неактивных 801 человек были учениками или студентами, 928 — пенсионерами, 600 были неактивными по другим причинам.

## Демография
Динамика численности населения, чел.

## Администрация
Пост мэра Плерена с 2008 года занимает социалист Ронан Кердраон (Ronan Kerdraon). На муниципальных выборах 2020 года возглавляемый им левый список победил в 1-м туре, получив 52,22 % голосов (из трёх списков).
| Период | Период | Фамилия         | Партия                                                   | Примечания                   |
| ------ | ------ | --------------- | -------------------------------------------------------- | ---------------------------- |
| 1977   | 1985   | Роже Олливье    | Коммунистическая партия                                  | учитель, директор колледжа   |
| 1985   | 1989   | Жан-Поль Жикель | Коммунистическая партия                                  | учитель, директор школы      |
| 1989   | 2008   | Ив Ле Фошёр     | Союз за французскую демократию Союз за народное движение | директор учебного центра     |
| 2008   |        | Ронан Кердраон  | Социалистическая партия                                  | учитель, сенатор (2010-2014) |

## Города-побратимы
- Херцогенрат (Германия, с 1986)[5]
- Вронки (Польша, с 2004)[6]
- Авриг (Румыния, с 1990)[7]
- Кукстаун (Северная Ирландия, с 1995)[8]

## Галерея

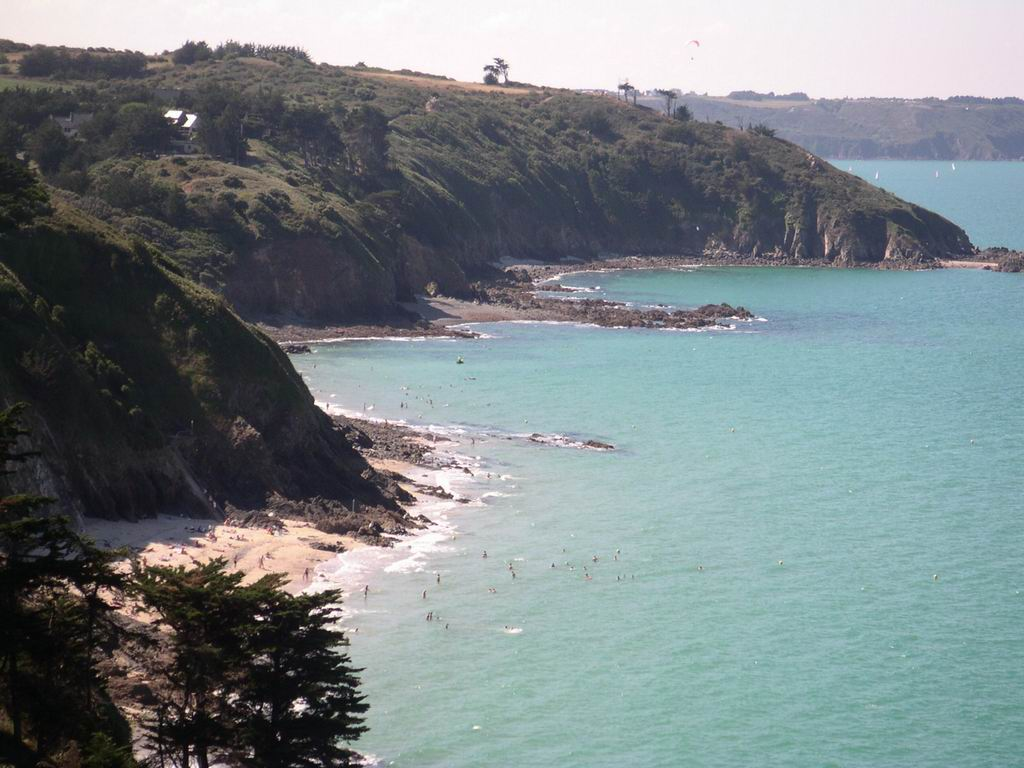
Пляж Мартен
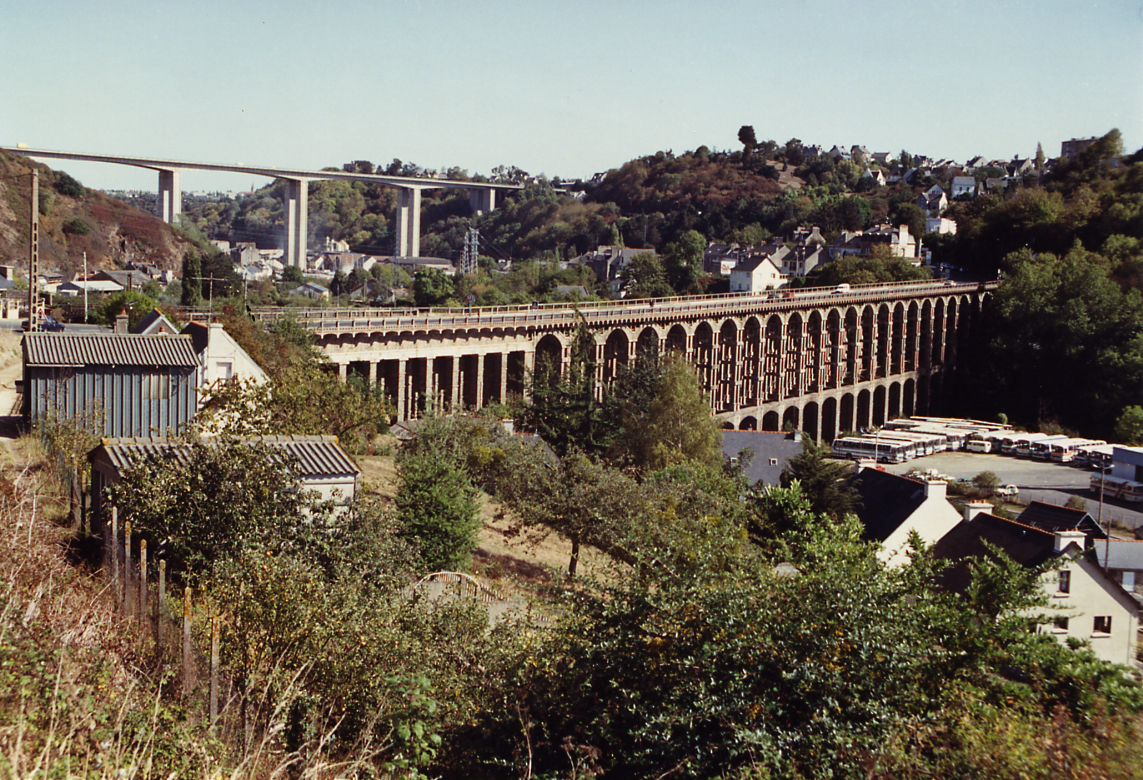
Виадук Сузен
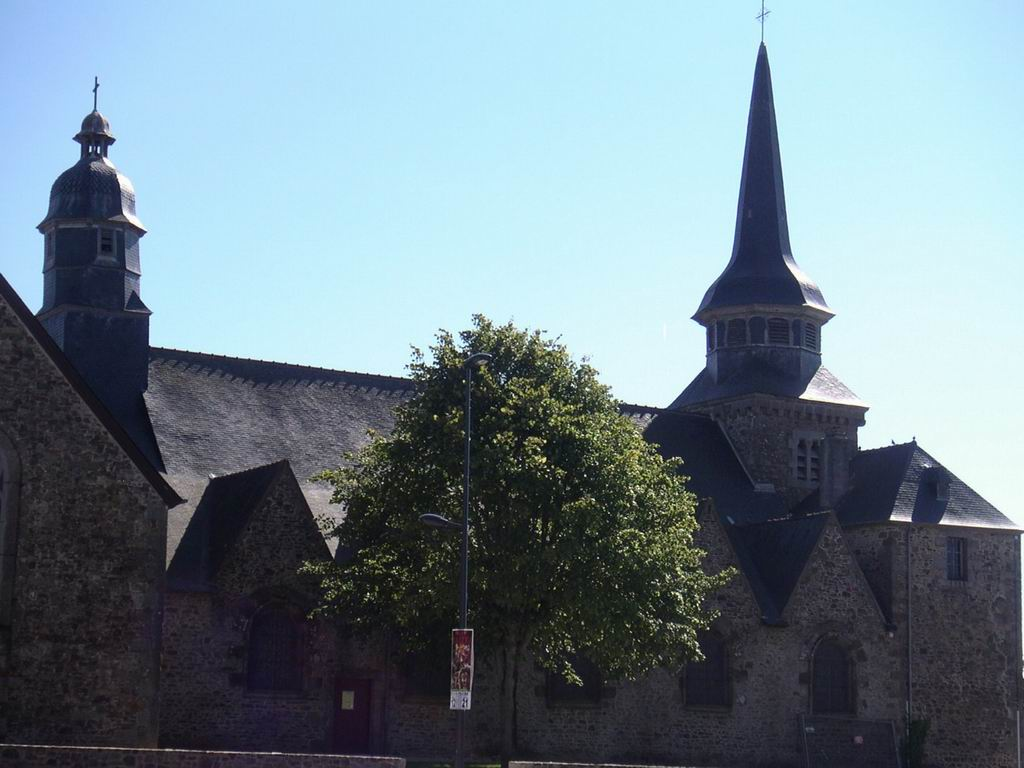
Церковь Святых Петра и Павла
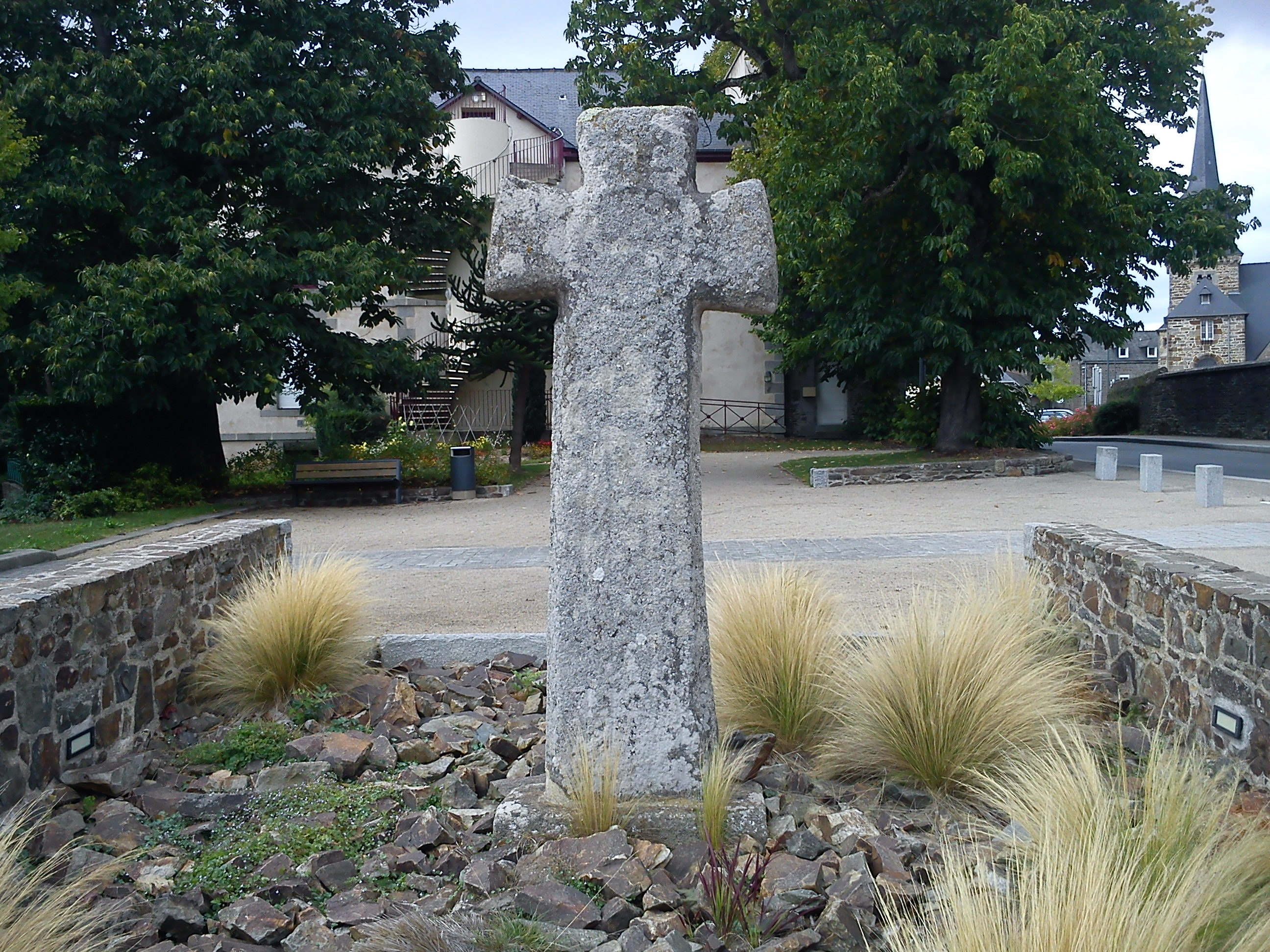
Крест Меровингов